# Кодреску, Андрей
Андрей Кодреску, собственно Андрей Перльмутер (англ. Andrei Codrescu, рум. Andrei Perlmutter, род. 20 декабря 1946, Сибиу) — американский писатель, журналист и переводчик, литературный критик и эссеист, выходец из Румынии.

## Биография
Родился в еврейской семье. Опубликовал ряд стихотворений на румынском языке под псевдонимом Андрей Штею. В 1965 покинул страну, с 1966 живёт в США. Познакомился с Алленом Гинзбергом, начал публиковать стихи на английском. Жил в Детройте, Нью-Йорке, Сан-Франциско, Балтиморе, Новом Орлеане, Батон-Руже. Преподавал в различных университетах и колледжах (с 1984 по 2009 — профессор университета штата Луизиана), активно публиковался в периодике, выступал комментатором на радио. С 1981 — гражданин США. С 1983 издает журнал Exquisite Corpse, выпустил двухтомную антологию напечатанного в нём (англ. Thus spake the Corpse: an Exquisite corpse reader, 1988-1998. Vol.1-2. Santa Rosa: Black Sparrow Press, 1999—2000). Составил несколько поэтических антологий. После 1989 и Румынской революции вернулся к румынскому языку, в частности — написал эпическую поэму Забытая подлодка, получившую премию Radio România Cultural (). Переводил на английский стихи Лучиана Благи, Новицы Тадича. Ряд его англоязычных книг переведены на румынский.

## Произведения

### Стихи
- Разрешение на оружие/ License to carry a gun (1970)
- The history of the growth of heaven (1973)
- Товарищ Прошлое и господин Настоящее/ Comrade Past and Mister Present (1991)
- Драчливость/ Belligerence (1993)
- Alien Candor: Selected Poems (1996)
- Это было сегодня/ It was today: new poems (2003)
- Ревнивый свидетель/ Jealous witness: poems (2008)
- So Recently Rent a World: New and Selected Poems (2012)

### Романы и повести
- Господин Тест в Америке/ Monsieur Teste in America & Other Instances of Realism (1987)
- Кровавая графиня/ The Blood Countess (1995)
- Мессия/ Messiah (1999)
- Бар в Бруклине/ A Bar in Brooklyn: Novellas & Stories, 1970—1978 (1999)
- Казанова в Богемии/ Casanova in Bohemia: a novel (2002)
- Уэйкфилд/ Wakefield (2004)
- Whatever gets you through the night: a story of Sheherezade and the Arabian entertainments (2011)

### Эссе
- The Life and Times of an Involuntary Genius (1975)
- In America’s Shoes (1983)
- A Craving for Swan (1986)
- Raised by Puppets Only to Be Killed by Research (1989)
- The Disappearance of the Outside: a Manifesto for Escape (1990)
- The Hole in the Flag: A Romanian’s Exile Story of Return and Revolution (1991)
- The Muse Is Always Half-Dressed in New Orleans (1995)
- Zombification: Essays from NPR (1995)
- The Dog with the Chip in His Neck: Essays from NPR & Elsewhere (1996)
- Hail Babylon! Looking for the American City at the End of the Millenium (1998)
- The Devil Never Sleeps & Other Essays (2000)
- An Involuntary Genius in America’s Shoes: (And What Happened Afterwards) (2001)
- Ay, Cuba! A Socio-Erotic Journey, с фотографиями Дэвида Грэма (2001)
- New Orleans, mon amour: twenty years of writings from the city (2006)
- The Posthuman Dada Guide — Tzara & Lenin Play Chess (2009)
- The poetry lesson (2010)

### Автобиография
- Bibliodeath: my archives with life in footnotes (2012)

## Публикации на русском языке
- Кровавая графиня/ Перевод Валерия Нугатова. М.: Эксмо, 2006

## Признание
- Премия Овидия (2006)